# Публій Корнелій Малугінен (військовий трибун з консульською владою 397 року до н. е.)
Пу́блій Корне́лій Малугіне́н (лат. Publius Cornelius Maluginensis; ? — після 390 до н. е.) — політичний, державний і військовий діяч часів Римської республіки, військовий трибун з консульською владою (консулярний трибун) 397 та 390 років до н. е., начальник кінноти 396 року до н. е.

## Життєпис
Походив з патриціанського роду Корнеліїв. Старший син Публія Корнелія Малугінена, військового трибуна з консульською владою 404 року до н. е. Про молоді роки відсутні відомості.
У 397 році до н. е. разом з Луцієм Юлієм Юлом, Авлом Постумієм Альбіном Регілленом, Луцієм Сергієм Фіденатом, Луцієм Фурієм Медулліном, Авлом Манлієм Вульсоном Капітоліном його було обрано військовим трибуном з консульською владою. Під час своєї каденції вів військові дії проти вольсків, в той час коли інші трибуни боролися проти еквів й міст-держав Тарквінії та Вейї. Втім невдовзі Луцій Юлій Юл та Авл Постумій Альбін склали свої повноваження через похибку в їх обранні.
396 року до н. е. диктатор Марк Фурій Камілл призначив його своїм заступником — начальником кінноти. Малугінен разом з Марком Фурієм брав участь у захопленні етруського міста Вейї. Втім цей факт оскаржував Тит Лівій, який вказував, що начальником кінноти був Публій Корнелій Сципіон. Втім імовірним є те, що було два начальника кінноти, яких призначали послідовно. Оскільки у Капітолійських фестах стоїть ім'я Публія Корнелія Малугінена, то він напевне пробув основу частину каденції, а Сципіон брав участь на останньому етапі, коли саме впали Вейї.
У 390 році до н. е. його знову було обрано військовим трибуном з консульською владою. Брав участь у битві при Алії, де римське військо зазнало нищівної поразки від галлів. Надалі згадок про його долю немає.